# Just in the Mix
Just in the Mix – album MBrothera (Mikołaja Jaskółki) polskiego producenta muzyki klubowej. Został wydany w roku 2006.

## Lista utworów
1. Trebles (ta ta ta)
2. What
3. Spring Fever – Give Me More (Forseco Electro-House Remix)
4. Forseco – La Vida
5. MBrother pres. Tip Top – Tell Me
6. Outsize – Part Of You (Forseco Electrolized Remix)
7. Outsize – Part Of You
8. Elephunk! – Back To The Old Skool
9. Spring Fever – Give Me More (DJ Manian vs Tune Up! Remix)
10. MBrother pres. Tip Top – Tell Me (Verano's Full Intention Remix)
11. What (C-Bool Remix)
12. Never Gonna
13. Never Gonna (Elephunk! remix)
14. What (Re-make)